# Kościół Świętego Mikołaja w Pradze (Stare Miasto)
Kościół Świętego Mikołaja (czes. Kostel svatého Mikuláše) – zabytkowy barokowy kościół stojący przy rynku Starego Miasta w Pradze.

## Historia
Zbudowany został w latach 1732–1735 z funduszy opata benedyktyńskiego Anselma Vlacha według projektu czołowego architekta czeskiego baroku Kiliána Ignáca Dientzenhofera. Postawiono go na miejscu średniowiecznej świątyni (kościoła farnego) w stylu romańskim z XII wieku, ufundowanego przez niemieckich kupców i stanowiącego, do czasu zbudowania Ratusza Staromiejskiego, centrum niemieckiej wspólnoty mieszkającej w Pradze. W 1620 kościół przejęli benedyktyni i rozpoczęli jego stopniową przebudowę. W czasie budowy w XVIII wieku świątynię otaczały z trzech stron budynki (rozebrane w l. 90. XIX wieku), więc fasadę kościoła zwrócono w kierunku południowym, a nie zachodnim, jak to było przyjęte. W 1787, na fali reform józefińskich, klasztor benedyktynów został zamknięty, a kościół zmieniono w magazyn. W l. 1870-1914 świątynia służyła czeskiej Cerkwi prawosławnej, a od 1920 – Czechosłowackiemu Kościołowi Husyckiemu. Obecnie kościół, pełniąc funkcje kultowe, jest także miejscem odbywania się stałych koncertów muzycznych.

## Wnętrza
Wśród dekoracji wnętrza świątyni szczególnie wyróżniają się freski (z l. 1735-1736) na sklepieniu kopuły przedstawiające św. Mikołaja i św. Benedykta autorstwa bawarskiego malarza Kosmy Damiana Asama oraz wielki żyrandol z 1880, wykonany z kryształów z karkonoskich hut szkła – dar cara Rosji dla ówczesnej świątyni prawosławnej. 

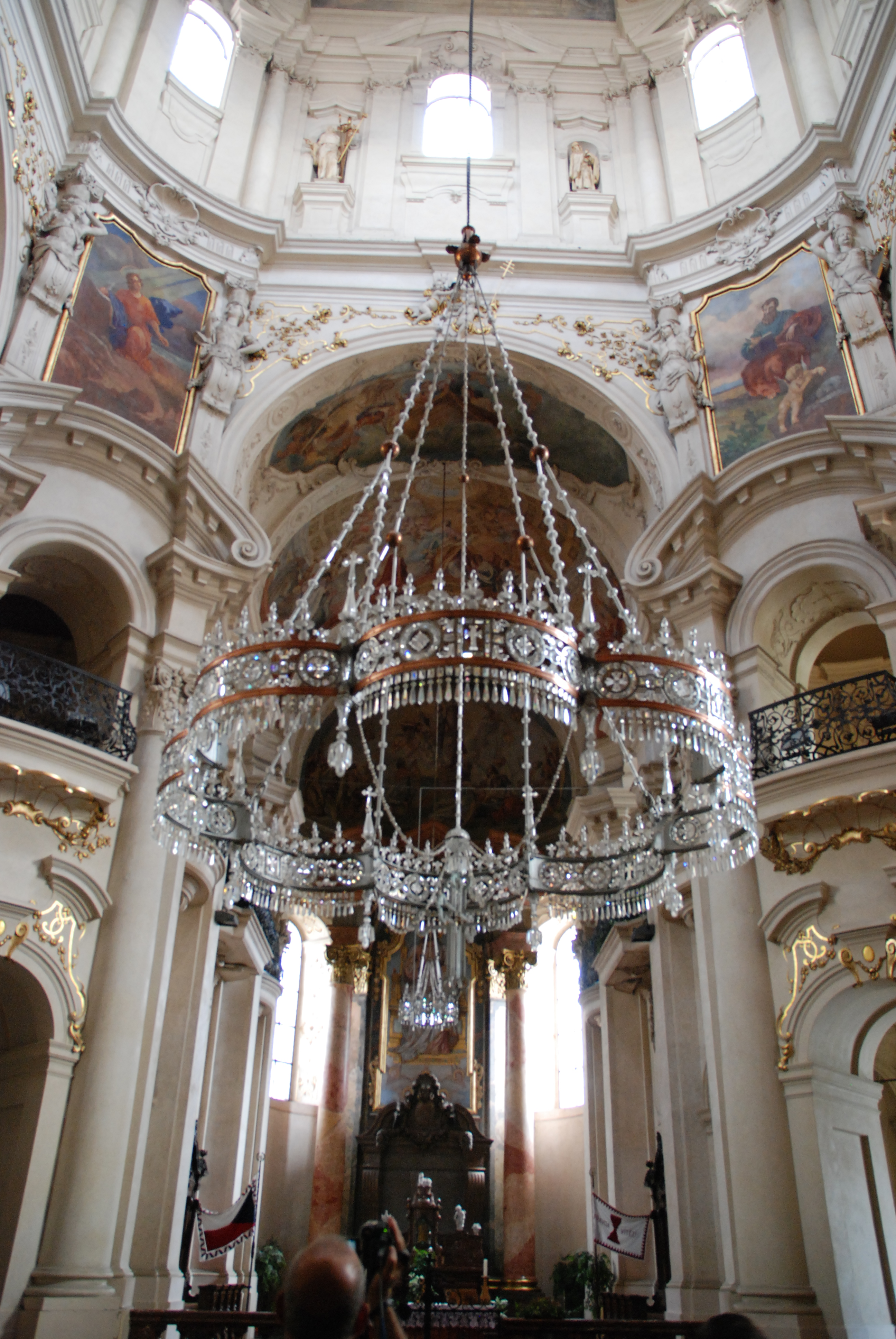
„Carski” żyrandol
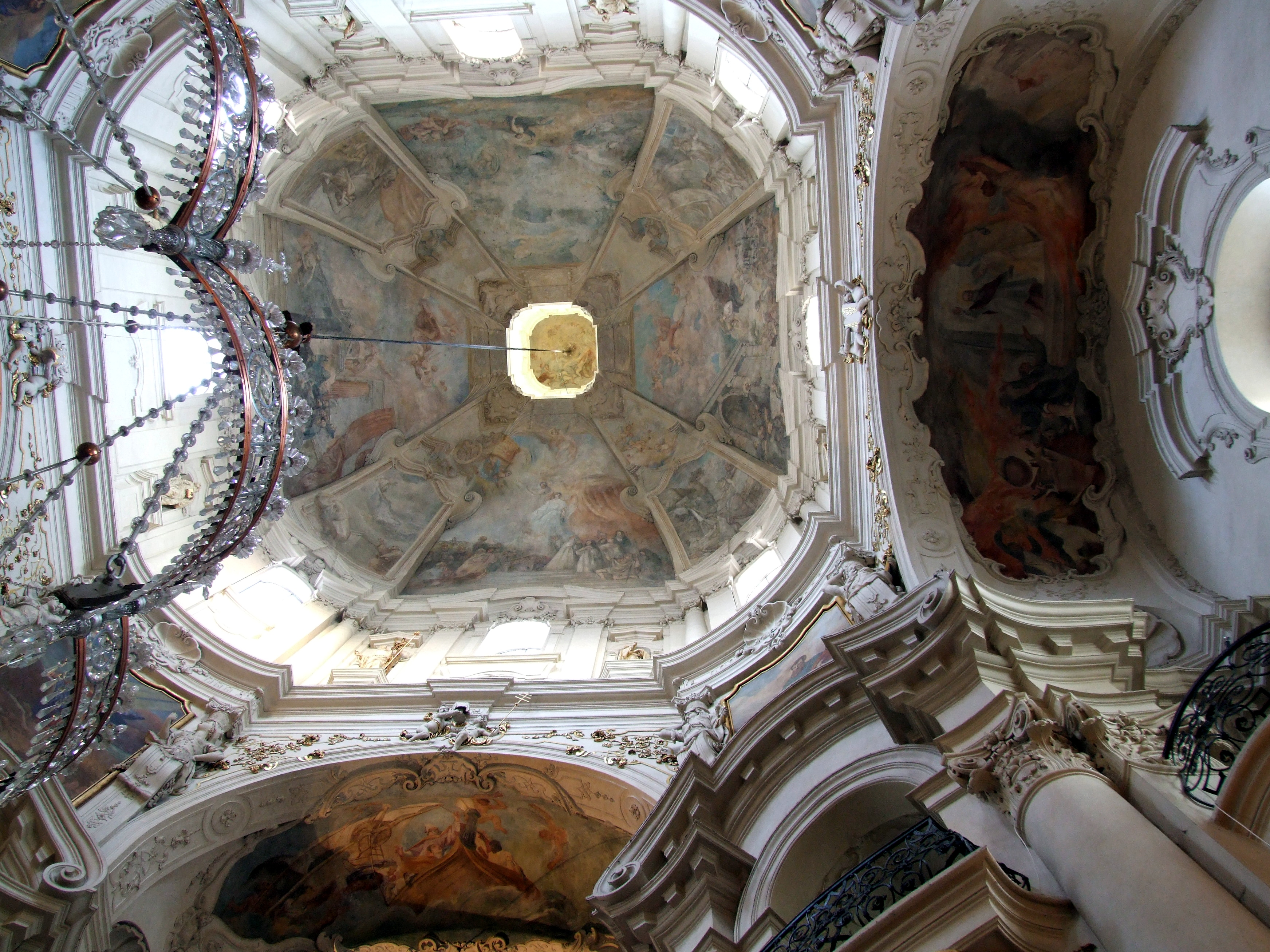
Sklepienie kopuły kościoła z freskami Asama
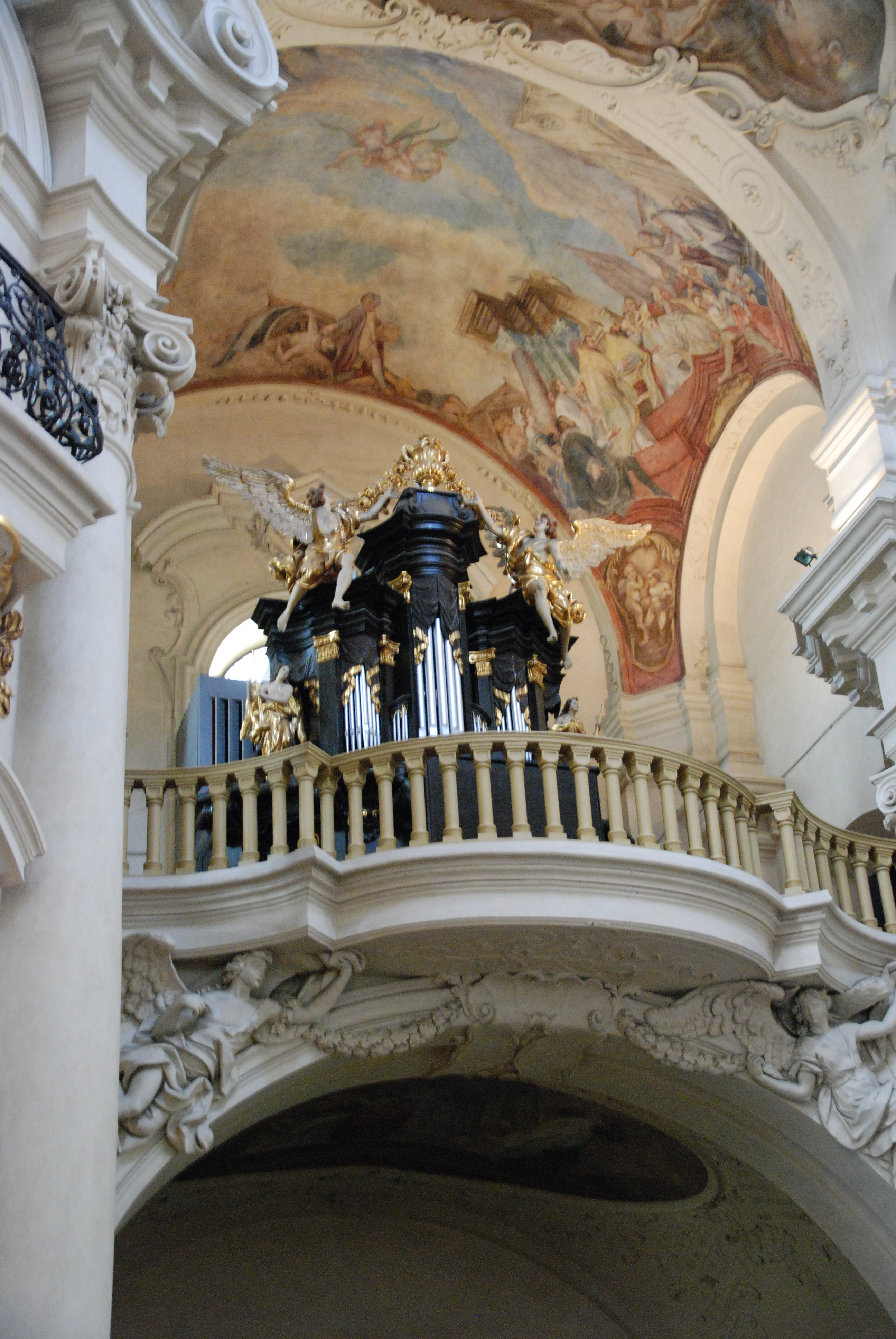
Organy